# Stützmontierung
Die Stützmontierung ist eine spezielle Bauform der parallaktischen Montierung. Erfunden und 1961 zum Patent angemeldet wurde sie von dem Konstrukteur Alfred Jensch. Die Firma Carl Zeiss in Jena hat mehrere 2-m-Teleskope mit einer solchen Montierung ausgestattet:
- Schmemacha, Aserbaidschan, 1966
- Ondřejov, Tschechische Republik, 1967
- Roschen, Bulgarien. Rhodopen, 1979
- Berg Terskol, ein Ausläufer des Kaukasus-Gipfels Elbrus, damals Sowjetunion, zum Observatorium der  ukrainischen Akademie der Wissenschaften gehörend, 1990

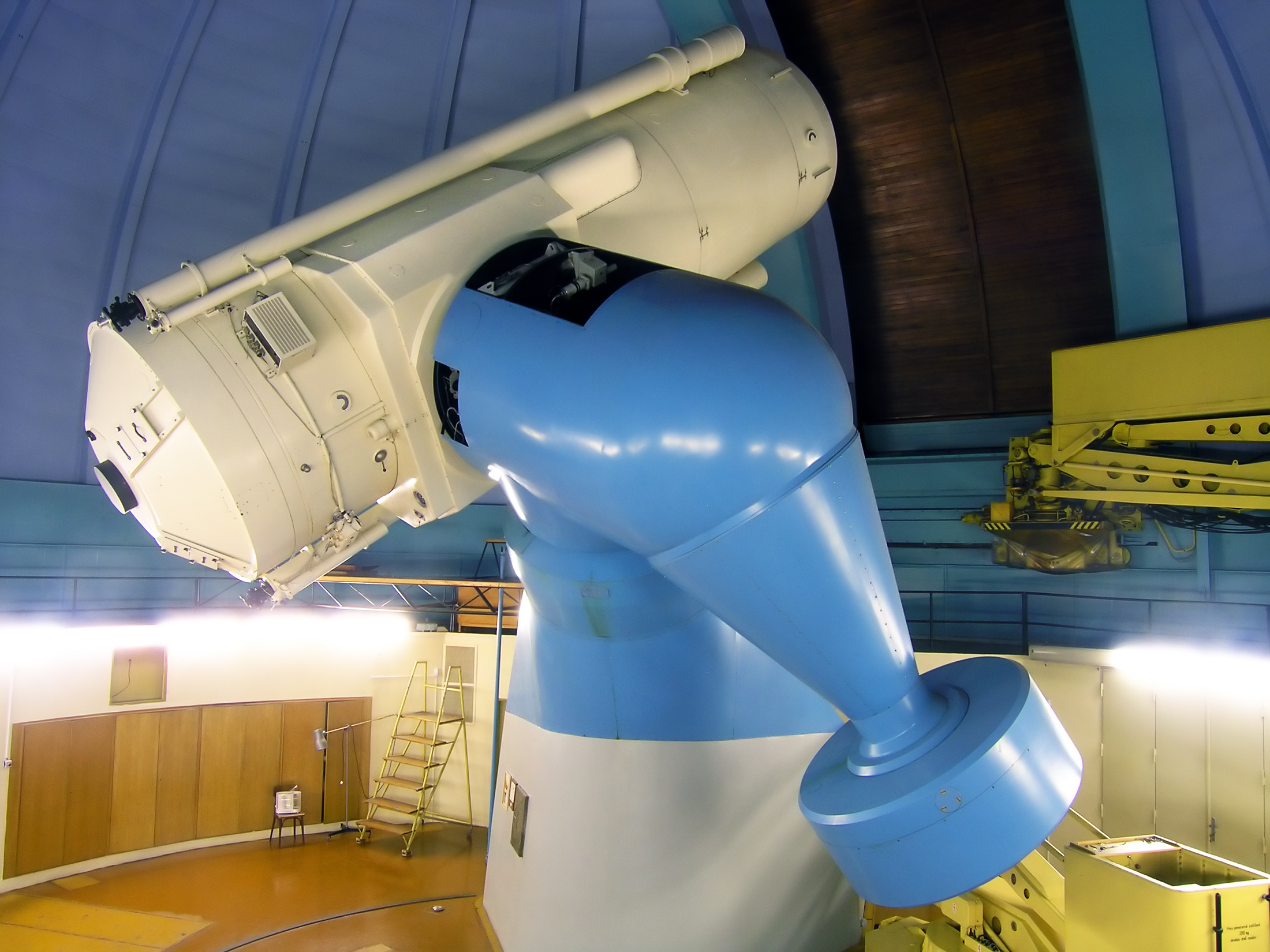
Stützmontierung nach Jensch (2-m-PCC-Teleskop der Sternwarte Ondřejov)

Die Stundenachse endet oben in einer Kugelzone, die, auf einer dünnen Ölschicht schwimmend, das gesamte Gewicht des Teleskops trägt. Die Stundenachse hat nur die sehr kleinen Drehmomente des Antriebs aufzunehmen. Die Gewichtskräfte dagegen können auf kürzestem Weg in das Fundament abgeleitet werden. Die Deklinationsachse ist so abgeknickt, dass der Schwerpunkt der gesamten beweglichen Masse im Zentrum der Kugelzone zu liegen kommt.
Die Vorteile der Stützmontierung sind:
- das Teleskop wird in keiner Richtung durch Teile der Montierung in seinen Bewegungsmöglichkeiten eingeschränkt
- sinnvolle Trennung von Kraftfluss und Positionierung
- über nur zwei Spiegel wird das vom Fangspiegel kommende Licht in die Stundenachse umgelenkt, um einen im Keller des Observatoriums befindlichen Spektrografen zu erreichen (bei einer Gabelmontierung sind vier Spiegel nötig)